# Contenzioso elettorale
Il contenzioso elettorale è il complesso delle contestazioni, sollevate in sede processuale, aventi ad oggetto le operazioni elettorali relative al rinnovo degli organi elettivi degli enti territoriali di uno Stato.

## Ordinamento italiano

### Ambito
In Italia, è affidato alla giurisdizione quello riguardante gli organi elettivi dei Comuni, delle Province, delle Regioni e all'elezione dei membri del Parlamento europeo spettanti all'Italia; resta un ambito di giustizia politica, ai sensi dell'articolo 66 della Costituzione, quello riguardante la verifica dei poteri delle Camere.

### Procedura
All'interno del riparto di giurisdizione previsto dall'ordinamento italiano, la materia è disciplinata dal Titolo VI del codice del processo amministrativo (d.lgs. 104/2010), che ha superato, in via esclusiva, anche alcune precedenti attribuzioni del giudice ordinario che operavano fino al 2010 (sia pure con la presenza del pubblico ministero).
La legittimazione attiva spetta a qualunque cittadino elettore a prescindere dalla posizione assunta nelle elezioni. La legittimazione passiva spetta ai candidati eletti di cui si contesta l'elezione. Non hanno legittimazione i componenti uscenti dell'organo rinnovato.

### Ricorso
Contro l'esito elettorale è possibile proporre ricorso, che deve essere redatto con motivi specifici che saranno esaminati dal giudice. Il ricorrente può dedurre motivi aggiunti nel caso in cui emergano ulteriori vizi del procedimento nel corso dell'istruttoria.
Il giudizio elettorale è caratterizzato da una forte incisività dei poteri del giudice il quale può infatti modificare l'esito delle elezioni. Se non vi è la necessità di ulteriore istruttoria al termine della discussione il Tribunale decide direttamente la causa dando immediata lettura del dispositivo che nel caso di accoglimento del ricorso contiene la correzione del risultato elettorale.

Contro la sentenza di primo grado e possibile fare ricorso al Consiglio di Stato entro 20 giorni dalla notifica della sentenza di primo grado o, se non notificata, entro 6 mesi dal deposito in segreteria.

### Termini
Il termine per ricorrere è di 30 giorni e decorre dalla proclamazione degli eletti. Entro tale termine il ricorso deve essere depositato nella segreteria del T.A.R. competente. A seguito del deposito il Presidente fissa l'udienza di discussione con proprio decreto, che il ricorrente dovrà notificare unitamente al ricorso agli eventuali controinteressati. I termini processuali sono dimezzati.
Entro 10 giorni dall'ultima notifica, il ricorrente deve depositare presso la segreteria del T.A.R. il ricorso con la relata di notifica, il verbale di proclamazione degli eletti ed eventuali altri documenti a sostegno del ricorso, la prova della propria legittimazione. I controinteressati invece devono entro 15 giorni dalla notificazione depositare le proprie controdeduzioni.